# ونگ ایم گسوس
ونگ ایم گسوس (به آلمانی: Weng im Gesäuse) یک منطقهٔ مسکونی در اتریش است که در ناحیه لیتسن واقع شده‌است. ونگ ایم گسوس ۷۵٫۶۳ کیلومتر مربع مساحت دارد ۶۰۸ متر بالاتر از سطح دریا واقع شده‌است.